# アレクセイ・スタロビンスキー
アレクセイ・アレクサンドロヴィチ・スタロビンスキー（ロシア語: Алексей Александрович Старобинский、1948年4月19日 - 2023年12月21日）は、ロシアの天体物理学者。ロシア科学アカデミー会員。

## 経歴
1972年モスクワ大学卒業、ヤーコフ・ゼルドビッチの教え子であった。1975年にはロシア科学アカデミーのランダウ研究所で博士号を取得。現在も同研究所の研究員である。欧米の物理学界ではアラン・グースと共に、宇宙のインフレーション理論の先駆者とみなされている。
1991年にはフランスの高等師範学校で、2006年にはアンリ・ポアンカレ研究所で客員研究員を務め、日本でも1994年と2007年に京都大学で、2000年から2001年まで東京大学で客員研究員を務めた。
2023年12月21日に死去。76歳没。

## 受賞歴
- 2010年 - オスカル・クラインメダル
- 2013年 - グルーバー賞宇宙論部門
- 2014年 - カヴリ賞宇宙物理学部門
- 2019年 - ICTPのディラック・メダル
- 2021年 - ポメランチュク賞

## 参考
1. ↑  Starobinskii, A.A. (5 December 1979). “Spectrum of relict gravitational radiation and the early state of the universe” (http://www.jetpletters.ac.ru/ps/1370/article_20738.pdf).+JETP 30 (11):  682 2014年6月14日閲覧。.
2. ↑  “«У Алексея Старобинского была жажда высшей истины»” (ロシア語). Свято-Филаретовский институт (2023年12月21日). 2023年12月22日閲覧。